# Proéminence laryngée du cartilage thyroïde

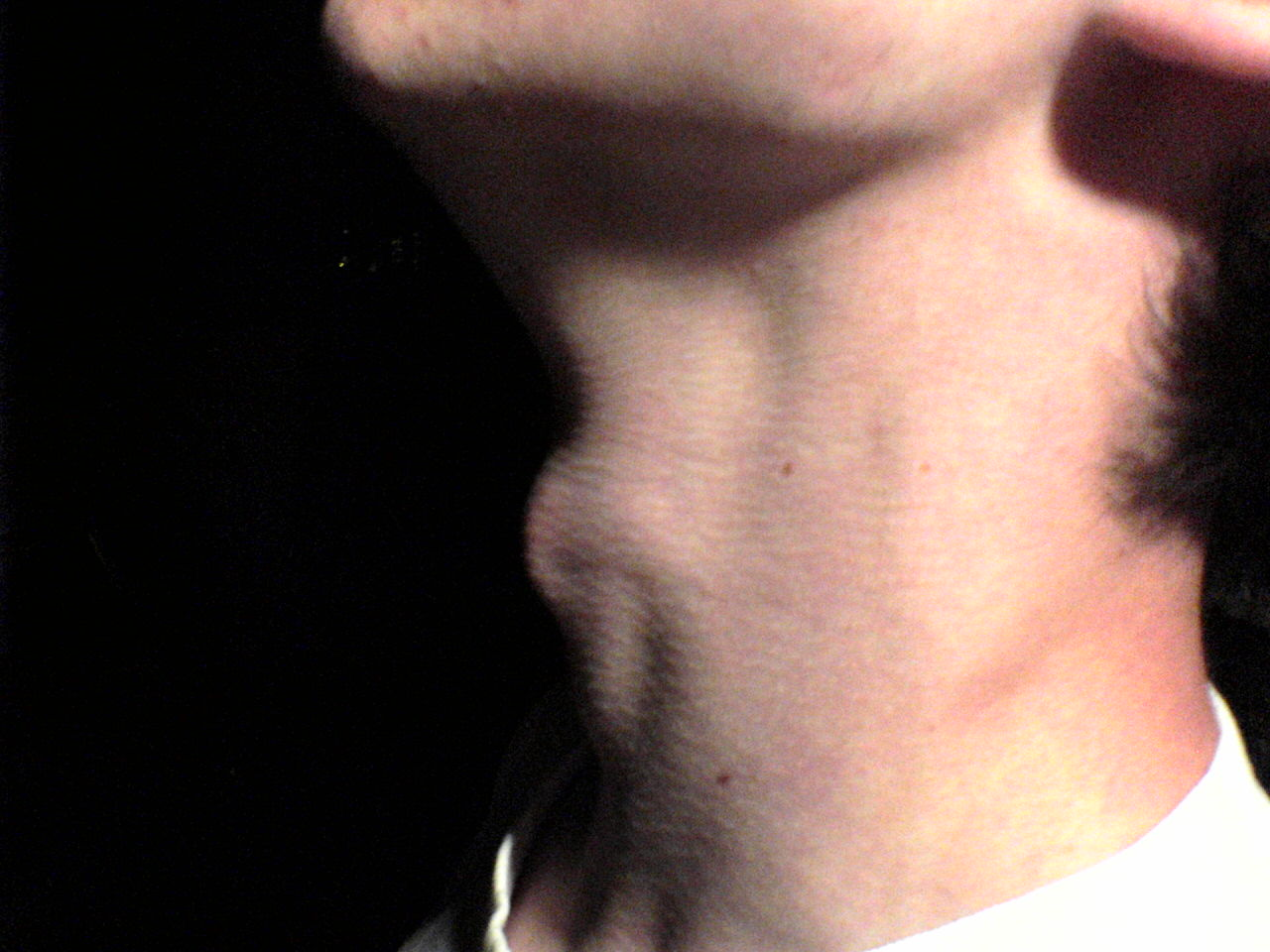
Une pomme d'Adam proéminente.

La proéminence laryngée, dite pomme d'Adam, est un relief palpable à la face antérieure du cou, formé par le cartilage thyroïde entourant le larynx. Elle est présente chez tous les mammifères.

## Structure
La structure de la proéminence laryngée forme une bosse sous la peau, cette dernière est plus importante chez les hommes adultes, chez lesquels elle est généralement bien visible et palpable. Chez les femmes, la bosse est beaucoup moins visible et est à peine perçue sur le bord supérieur du cartilage thyroïde. Le point de réunion des deux portions du cartilage forme généralement un angle aigu (d'environ 90°) chez les hommes, tandis que chez les femmes, il forme un arc ouvert (d'environ 120°).

## Différence sexuelle

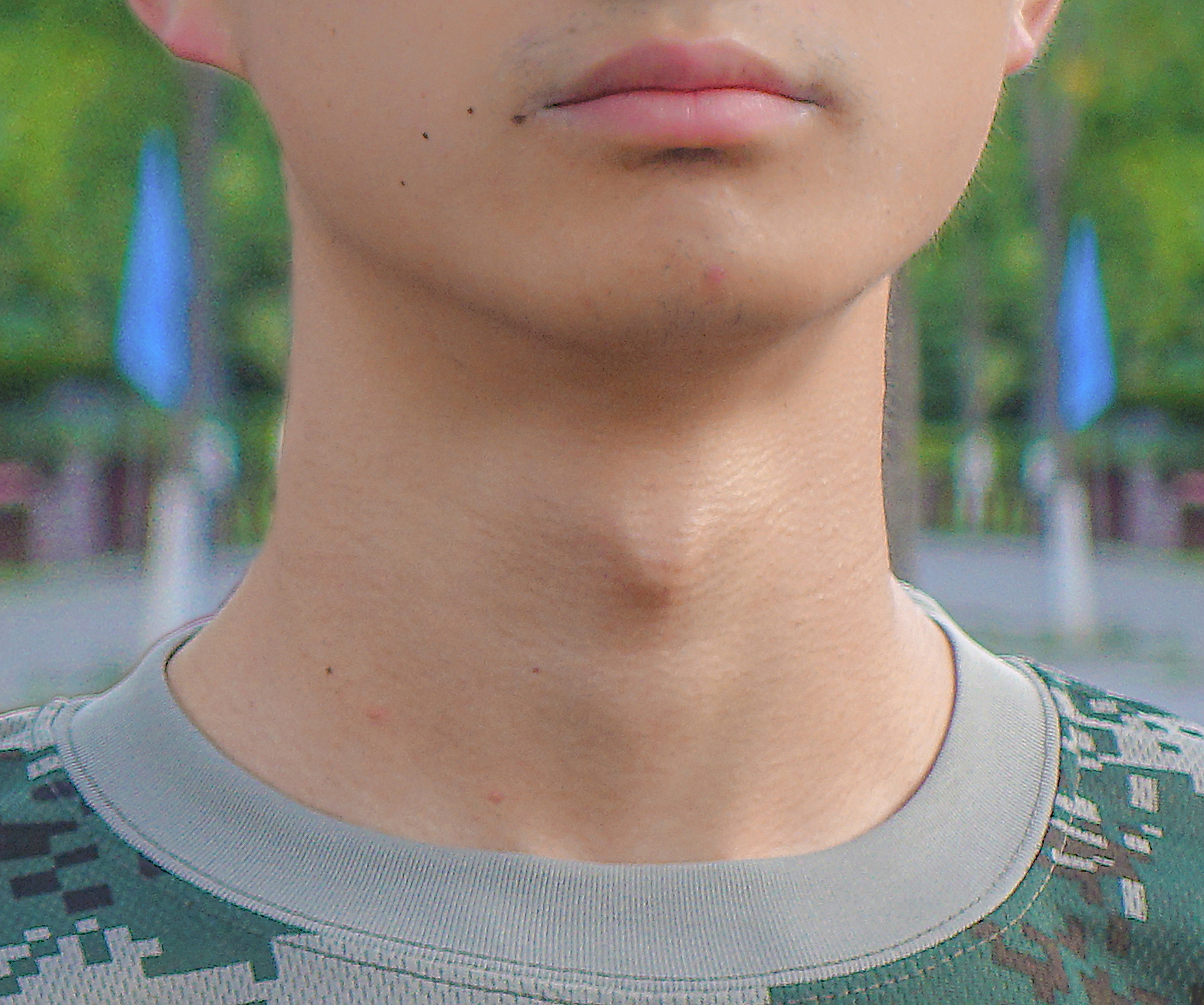
Proéminence du cartilage thyroïdique

Bien que les deux sexes la possèdent, la pomme d'Adam est considérée comme une caractéristique de l'homme adulte, car elle est plus saillante chez l'homme que chez la femme à partir de la puberté. Par ailleurs les femmes, même sans surpoids, ont un tissu adipeux plus développé dans le cou, ce qui masque d'autant plus la pomme d'Adam.
Cela est dû à une différence de développement et constitue donc un caractère sexuel secondaire des hommes qui apparaît à la suite de l'activité hormonale, en particulier la testostérone. Son niveau de développement varie selon les individus et l'élargissement de cette zone dans le larynx peut survenir très soudainement et rapidement.

## Fonction
La pomme d'Adam, conjointement avec le cartilage thyroïde qui la forme, aide à protéger les parois et la partie frontale du larynx, dont les cordes vocales (qui sont situés directement derrière lui).
Une autre fonction de l'importance du larynx est liée à la gravité de la voix. Au cours de l'adolescence, le cartilage thyroïde se développe en même temps que le larynx. Par conséquent, la proéminence laryngée grandit alors en taille principalement chez les hommes. Ensemble, une caisse plus grande est constituée dans l'appareil phonatoire, l'homme obtient alors un timbre de voix plus grave,.

## Origine du nom
Le nom vient du fruit défendu que, selon la Bible, Ève fait consommer à Adam. La version catholique de la Bible (la Vulgate) est une traduction latine : elle utilise le mot latin poma, qui signifiait alors « fruit » (en général) ; il a donné en français le mot « pomme », qui ne désigne plus qu'une espèce précise de fruits.